# Архангельськ-Васьково
Аеропорт Васьково імені І. І. Черевичного — аеропорт місцевих повітряних ліній в Архангельській області, Росія розташований за 13 км на південно-захід від центру Архангельська по прямій, і за 19 км дорогою, а також за 10 км на захід від станції Іскагорка, в селищі Васьково.
Засновано у 1981. Головним чином обслуговує місцеві перевезення (в межах Архангельської області). Чисельність персоналу аеропорту 547 осіб.
Аеродром «Архангельськ (Васьково)» 2 класу, здатний приймати літаки Ан-12, Ан-26, Ан-24, Як-40 і всі більш легкі, а також вертольоти всіх типів. Найбільша злітна вага повітряного судна 80 тонн.
Був аеродромом спільного базування (може використовуватися військовою авіацією). Раніше тут дислокувався 359-й окремий транспортний авіаполк (ОТАП) зі складу 10-ї окремої армії ППО (було розформовано в 1990-х).
На території аеродрому базується ВАТ «2-й Архангельский об'єднаний авіазагін», що має в своєму складі такі повітряні судна:
- 6 Ан-2
- 7 Л-410
- 3 Мі-8 МТ
- 11 Мі-8Т
- 4 Мі-26